# Еритрейська прибережна пустеля
Еритрейська прибережна пустеля (ідентифікатор WWF: AT1304) — афротропічний екорегіон пустель і склерофітних чагарників, розташований на узбережжі Червоного моря в Еритреї та Джибуті.

## Географія
Екорегіон еритрейської прибережної пустелі простягається вздовж південно-західного узбережжя Червоного моря і західного узбережжя Баб-ель-Мандебської протоки, від Бера'ісоле в еритрейському регіоні Дебубаві-Кей-Бахрі до мису Рас-Бір поблизу джибутійського міста Обок. Крім того, він включає острови Себа в Баб-ель-Мандебській протоці, що належать Джибуті. Рельєф регіону представлений пласкими піщаними або гравійними рівнинами, що лежать на висоті до 200 м над рівнем моря. Подекуди трапляються скельні відслонення, сформовані вулканічними породами Ефіопського нагір'я. Ґрунти регіону представлені регосолями. Берегова лінія складається зі скелястих ділянок (наприклад, в районі Рас-Сіяну в Джибуті), давніх коралових рифів, які оголюються під час відпливу, та піщаних пляжів. В глибині континенту екорегіон переходить у склерофітні чагарники Джибуті.

## Клімат
В межах екорегіону переважає дуже спекотний та сухий пустельний клімат (BWh за класифікацією кліматів Кеппена). Середньорічна кількість опадів становить менше 100 мм і значно коливається з року в рік. Середня максимальна температура становить 33 °C, а середня мінімальна температура становить 27 °C і є найвищою в Африці.

## Флора
Основними рослинними угрупованнями екорегіону є пустелі та розріджені напівпустельні степи. Серед трав, що ростуть в пустелях регіону, слід відзначити яванську ерву (Aerva javanica), верблюжу траву (Cymbopogon schoenanthus), пустельне просо (Panicum turgidum) та сіндський ласіурус (Lasiurus scindicus), серед чагарників — сомалійський рігозум (Rhigozum somalense) та пухнасту цезальпінію (Caesalpinia erianthera), а серед дерев — зонтичну акацію (Vachellia tortilis) та асакську акацію (Senegalia asak). Уздоввж узбережжя зустрічається галофітна рослинність, а в гирлах деяких струмків ростуть мангрові зарості, основу яких складають азійські мангри (Rhizophora mucronata), шпорові мангри (Ceriops tagal) та білі мангри (Avicennia marina).

## Фауна
Серед поширених в екорегіоні ссавців слід відзначити газель-доркас (Gazella dorcas), сомалійську газель (Nanger soemmerringii), еритрейського дікдіка (Madoqua saltiana), африканського бородавочника (Phacochoerus africanus), гамадрила (Papio hamadryas), абіссинського зайця (Lepus habessinicus), капського дамана (Procavia capensis), східноафриканського гунді (Pectinator spekei), рудого африканського ховраха (Xerus rutilus), чепрачного шакала (Lupulella mesomelas) та піщану лисицю (Vulpes rueppellii). Майже ендемічними представниками регіону є абісинські генети (Genetta abyssinica), джибутійські колючі миші (Acomys mullah) та піщанки Данна (Gerbillus dunni)
Територія екорегіону щоосені стає місцем однієї з найбільших у світі міжконтинентальних міграцій хижих птахів. Сотні тисяч євразійських хижих птахів, найчисельнішими з яких є звичайні канюки (Buteo buteo vulpinus) та степові орли (Aquila nipalensis), перетинають Баб-ель-Мандебську протоку, направляючись до Африки. Серед інших птахів, що зустрічаються в регіоні, слід відзначити північноафриканського страуса (Struthio camelus), пустельного рябка (Pterocles exustus), аравійську дрохву (Ardeotis arabs), ефіопську дрохву (Neotis heuglinii), нубійського дрімлюгу (Caprimulgus nubicus), еритрейського крука (Corvus edithae), блискотливу маріку (Oenanthe chrysopygia), довгохвосту саїмангу (Hedydipna metallica), пустельного жайворонка (Ammomanes deserti), афро-азійську принію (Prinia gracilis), пустельну принію (Prinia rufifrons), аравійську кропив'янку (Curruca leucomelaena), довгохвосту саїмангу (Hedydipna metallica), строкатоголову вівсянку (Emberiza striolata), чорнохвостого трактрака (Oenanthe melanura) та рудощокого ткачика (Ploceus galbula). На островах Себа розташовані великі гніздові колонії жовтодзьобих крячків (Thalasseus bergii) та бенгальських крячків (Thalasseus bengalensis)
У водах Червоного моря зустрічаються зелені черепахи (Chelonia mydas) та бісси (Eretmochelys imbricata). Ці морські черепахи відкладають яйця на захищених піщаних пляжах регіону. Серед інших плазунів, поширених в екорегіоні, слід відзначити жовточеревих геконів (Hemidactylus flaviviridis) та майже ендемічних циліндричних сцинків Рагацці (Chalcides ragazzii) і еритрейських сліпунів (Myriopholis erythraeus).

## Збереження
Природоохоронні території в екорегіоні відсутні. Узбережжя малонаселене, а найбільшим поселенням регіону є еритрейське портове місто Асеб, в якому живе близько 20 тисяч людей. Загрозою для збереження природи екорегіону є перевипас худоби, полювання на антилоп, черепах і морських птахів.